# 培利滨泡
培利滨泡位于黑龙江省大庆市让胡路区喇嘛甸镇东北，采油六厂生活区以北与林甸县交界处，为一处平原湖泡，水面面积15.20平方千米，水深0.66米，蓄水量770万立方米。原湖泡面积较小，随着周边油田生产的发展，培利滨泡被西排水干渠和进军渠包围，形成现在的规模。水源主要来自采油六厂生活污水和周边自然坡水径流汇集。湖滨为天然草场，泡内盛产芦苇和鱼、蟹等水产。